# Zygmunt Andrzej Wielopolski
Zygmunt Andrzej Wielopolski (ur. 30 stycznia 1833 w Krakowie, zm. 27 lutego 1902 w Berlinie) – polityk konserwatywny o orientacji prorosyjskiej, prezydent Warszawy, tajny radca, szambelan, koniuszy i wielki łowczy dworu rosyjskiego, po powstaniu styczniowym czołowy działacz ugodowy, XIV ordynat Ordynacji Pińczowskiej Myszkowskich.

## Życiorys
Syn Aleksandra Wielopolskiego i jego drugiej żony Pauliny Apolonii Potockiej. Brat Józefa Wielopolskiego. Mąż Albertyny Leopoldyny von Neipperg di Montenuovo. Ojciec Aleksandra Wielopolskiego XV ordynata Ordynacji Myszkowskich. Służbę wojskową w armii carskiej rozpoczął w 1852 roku w pułku ułanów stacjonującym na Lubelszczyźnie.
Brał udział w wojnie krymskiej w latach 1855-1856.
Członek Towarzystwa Rolniczego w Królestwie Polskim w 1858 roku.
W okresie od 16 sierpnia 1862 do 18 września 1863 roku sprawował urząd prezydenta Warszawy, powierzony mu przez ojca. Uczestniczył w 1862 roku, wraz z oberpolicmajstrem Siergiejem Muchanowem, w przygotowaniu listy 12 tysięcy młodych obywateli Królestwa Polskiego wytypowanych do branki.
Był kontynuatorem polityki ojca, stając się filarem ugrupowania (z którym współpracowała część wyższej hierarchii duchownej) będącego zwolennikiem ugody z carem. W 1877 roku złożył wiernopoddańczy hołd carowi rosyjskiemu oraz deklarację lojalności i prośbę o przebaczenie przeszłości podpisaną przez ponad 800 wybitniejszych obywateli polskich. Kazimierz Krzywicki będący doradcą Zygmunta Wielopolskiego w broszurze pt. Polska i Rosja w 1872 roku zawarł credo polityczne ugrupowania związanego z Wielopolskim, sprowadzające się do rezygnacji z wszelkich pretensji narodowych, a nawet i samorządowych, za cenę obrony przed rewolucją. W memoriałach z lat 1880 i 1884 zabiegał u władz zaborczych o ustępstwa dla szlachty polskiej w imię wspólnego zagrożenia ze strony rewolucji.
12 listopada 1879 uzyskał potwierdzenie tytułu Hrabiego Świętego Cesarstwa Rzymskiego i Margrabiego w Imperium Rosyjskim, w 1890 otrzymał rosyjski Order Świętego Aleksandra Newskiego z brylantami, w 1870 austriacki Krzyż Wielki Orderu Franciszka Józefa, a w 1884 austriacki Order Korony Żelaznej I klasy.